# 夕焼けマーケッツ 投資って楽しいねっ!
夕焼けマーケッツ 投資って楽しいねっ!（ゆうやけマーケッツとうしってたのしいね）は、2009年7月1日から2013年3月29日までラジオNIKKEIで放送された、個人投資家向け投資情報のラジオ番組である。

## 放送時間
- ラジオNIKKEI第1放送
毎週月曜日 - 金曜日 16:00 - 16:45
放送終了後には、生放送と完全同内容を、ポッドキャスティングとして、配信している。

## 出演者
- 内田まさみ（フリーアナウンサー）（月・火曜日担当）
- 叶内文子（フリーアナウンサー）（水・金曜日担当）
- まっきー（清水万紀子、ラジオNIKKEI記者）（木曜日担当）
※ 2010年12月2日 - 2013年3月28日
- 崔真淑（経済アナリスト、コンサルタント）（木曜日担当）
※ 2013年1月10日 - 2013年3月28日

## 概要
当日の株式市場の解説。その後のゲストを交えた投資にまつわる話題を中心としたトーク番組。
前身といえる「ファイナンシャルBOX」は北浜流一郎、杉村富生、植木靖男などの株式評論家をレギュラーとする株式投資情報番組としての性格が強かったが、大幅な模様替えを施され、女性キャスターによる「ゆるふわ」な雰囲気作りでリスナーと共に寛ぐサロン的味わいを打ち出した。
また、この番組の派生という形で「夜トレ！」「ザ☆スマート・トレーダーPLUS」といった番組も製作された。
放送開始時は、叶内（月・水・金）、内田（火・木）の2名体制だったが、2010年12月2日より、まっきー（清水万紀子）の起用に併せて木曜日の放送は「マネー女子会」と題した女性向けの内容に改められる。島田奈央子によるジャズ鑑賞や一ノ矢充による相撲式フィットネスなど、投資以外のテーマを扱う場合もあった。

## エピソード
リスナーからの投稿を番組ホームページのブログコメント欄で募集している。投資番組にもかかわらずリスナーの投稿を受けて料理の話題から番組が進行するのが定番のパターンである。